# Australian Open de 2004
O Australian Open de 2004 foi um torneio de tênis disputado nas quadras duras do Melbourne Park, em Melbourne, na Austrália, entre 19 de janeiro e 1º de fevereiro. Corresponde à 36ª edição da era aberta e à 92ª de todos os tempos.

## Finais

### Profissional
| Categoria | Evento    | Campeã(s)(o/ões)                    | Vice-campeã(s)(o/ões)                 | Resultado     | Chave(s)  | Chave(s)       |
| --------- | --------- | ----------------------------------- | ------------------------------------- | ------------- | --------- | -------------- |
| Simples   | Masculino | Roger Federer                       | Marat Safin                           | 7–63 6–4, 6–2 | principal | qualificatório |
| Simples   | Feminino  | Justine Henin                       | Kim Clijsters                         | 6–3, 4–6, 6–3 | principal | qualificatório |
| Duplas    | Masculino | Michaël Llodra Fabrice Santoro      | Bob Bryan Mike Bryan                  | 7–64, 6–3     | principal | principal      |
| Duplas    | Feminino  | Virginia Ruano Pascual Paola Suárez | Svetlana Kuznetsova Elena Likhovtseva | 6–4, 6–3      | principal | principal      |
| Duplas    | Misto     | Elena Bovina Nenad Zimonjić         | Martina Navrátilová Leander Paes      | 6–1, 7–6      | principal | principal      |

### Juvenil
| Categoria | Evento    | Campeã(s)(o/ões)            | Vice-campeã(s)(o/ões)               | Resultado | Chave(s)  | Chave(s)       |
| --------- | --------- | --------------------------- | ----------------------------------- | --------- | --------- | -------------- |
| Simples   | Masculino | Gaël Monfils                | Josseliln Ouanna                    | 6–0, 6–3  | principal | qualificatório |
| Simples   | Feminino  | Shahar Pe'er                | Nicole Vaidišová                    | 6–1, 6–4  | principal | qualificatório |
| Duplas    | Masculino | Brendan Evans Scott Oudsema | David Galić David Jeflea            | 6–1, 6–1  | principal | principal      |
| Duplas    | Feminino  | Chan Yung-jan Sun Sheng-nan | Veronika Chvojková Nicole Vaidišová | 7–5, 6–3  | principal | principal      |

### Cadeirante
| Categoria | Evento    | Campeã(s)(o/ões)              | Vice-campeã(s)(o/ões)              | Resultado     | Chave     |
| --------- | --------- | ----------------------------- | ---------------------------------- | ------------- | --------- |
| Simples   | Masculino | David Hall                    | Robin Ammerlaan                    | 6–4, 7–5      | principal |
| Simples   | Feminino  | Esther Vergeer                | Daniela di Toro                    | 4–6, 6–3, 6–1 | principal |
| Duplas    | Masculino | Robin Ammerlaan Martin Legner | Tadeusz Kruszelnicki Satoshi Saida | 6–3, 6–3      | principal |
| Duplas    | Feminino  | Maaike Smit Esther Vergeer    | Sonja Peters Sharon Walraven       | 6–3, 7–63     | principal |